# Rolene Strauss
Rolene Strauss (Volksrust, 22 april 1992) is een Zuid-Afrikaans model. Naast haar modellenwerk studeert zij medicijnen aan de Universiteit van de Vrijstaat in Bloemfontein. Na een eerdere deelname in 2011 werd zij in maart 2014 in Sun City gekozen tot Miss Zuid-Afrika. In december van dat jaar werd Strauss in Londen gekozen tot miss World.
- Gemeinsame Normdatei: 1148172912
- Virtual International Authority File: 7124151353542552720005